# Amt Ennepe
| Amt in Preußen     | Amt in Preußen                                                      |
| ------------------ | ------------------------------------------------------------------- |
| Name               | Ennepe (1844–1923) Milspe (1923–1934)                               |
| Provinz            | Westfalen                                                           |
| Regierungsbezirk   | Arnsberg                                                            |
| Landkreis          | Hagen (1844–1887) Schwelm (1887–1929) Ennepe-Ruhr-Kreis (1929–1934) |
| Fläche             | 37.97 km²                                                           |
| Einwohner          | 11.361 (1933)                                                       |
| Bevölkerungsdichte | 299 Einw./km² (1933)                                                |
| Gemeinden          | 4 (1844–1886) 3 (1886–1923) 1 (1923–1934)                           |

Das Amt Ennepe, in den letzten Jahren seines Bestehens Amt Milspe genannt, war ein Amt in der preußischen Provinz Westfalen. Es gehörte nacheinander zum Kreis Hagen, zum Kreis Schwelm und zum Ennepe-Ruhr-Kreis.

## Geschichte
Das Amt entstand als Bürgermeisterei Ennepe 1817 in Nachfolge der Mairie Ennepe, die ihrerseits wenige Jahre zuvor unter französischer Herrschaft im Département Ruhr des Großherzogtums Berg gegründet wurde und dem Kanton Schwelm des Arrondissement Hagen zugewiesen wurde. Preußen verwaltete provisorisch das Großherzogtum nach Abzug der Franzosen im Generalgouvernement Berg, bevor es auf dem Wiener Kongress das Gebiet des Großherzogtums endgültig zugesprochen bekam. Nach Gründung der Provinz Westfalen führte Preußen unter zunächst weitgehender Beibehaltung der französischen Verwaltungsgliederung seine eigenen Verwaltungsstrukturen ein. Die Bürgermeisterei Ennepe wurde dabei dem Landkreis Hagen, der seinerseits in Nachfolge des Arrondissement Hagen stand, zugeordnet.
Zu der Bürgermeisterei gehörten die Landgemeinden Mylinghausen, Mühlinghausen, Oelkinghausen und Schweflinghausen.
| Verwaltungsgliederung 1839 | Verwaltungsgliederung 1839                                      |
| Bürgermeisterei            | Gemeinden                                                       |
| -------------------------- | --------------------------------------------------------------- |
| Ennepe                     | Mylinghausen, Mühlinghausen, Oelkinghausen und Schweflinghausen |

1844 wurde die Bürgermeisterei aufgrund der preußischen Landgemeindeordnung für die Provinz Westfalen von 1841 in ein westfälisches Amt umgewandelt.
Die Gemeinde Mylinghausen wurde am 1. Mai 1867 in Gevelsberg umbenannt.
Gevelsberg erhielt am 1. Februar 1886 das Stadtrecht, schied aus dem Amt Ennepe aus und wurde amtsfrei. Am 1. April 1887 wurde das Amt vom Landkreis Hagen abgespalten und dem neu gegründeten Kreis Schwelm zugeordnet.
| Verwaltungsgliederung 1887 | Verwaltungsgliederung 1887                                                           |
| Amt                        | Gemeinden                                                                            |
| -------------------------- | ------------------------------------------------------------------------------------ |
| Ennepe                     | Mühlinghausen (8,51 km²), Oelkinghausen (16,33 km²) und Schweflinghausen (13,11 km²) |

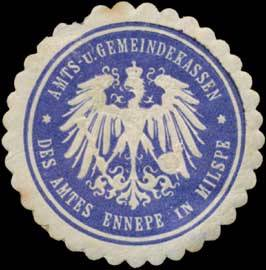
Siegelmarke der Amts- und Gemeindekassen des Amtes Ennepe in Milspe

Zum 1. April 1923 wurden die drei amtsangehörigen Gemeinden Mühlinghausen, Oelkinghausen und Schweflinghausen zur Gemeinde Milspe zusammengeschlossen. Gleichzeitig wurde das Amt Ennepe in Amt Milspe umbenannt. Wie alle preußischen Einzelgemeindeämter wurde das Amt Milspe am 1. November 1934 aufgehoben. Die nunmehr amtsfreie Gemeinde Milspe wurde am 1. Juni 1937 mit der Gemeinde Voerde zum Amt Milspe-Voerde verbunden, das wiederum am 1. April 1949 in die Stadt Ennepetal umgewandelt wurde.

## Einwohnerentwicklung
| Jahr | Einwohner | Quelle |
| ---- | --------- | ------ |
| 1839 | 6.611     | [ 15 ] |
| 1859 | 8.603     | [ 16 ] |
| 1871 | 9.805     | [ 17 ] |
| 1885 | 12.885    | [ 18 ] |
|      |           |        |
| 1895 | 6.308     | [ 19 ] |
| 1910 | 9.990     | [ 20 ] |
| 1925 | 11.291    | [ 21 ] |
| 1933 | 11.361    | [ 21 ] |

Das Amt wurde 1886 durch das Ausscheiden von Gevelsberg verkleinert.